# Щербаков Борис Васильович
Борис Васильович Щербаков (рос. Борис Васильевич Щербаков; нар. 11 грудня 1949, Ленінград, РРФСР) — радянський та російський актор. Лауреат Державної премії СРСР (1985). Народний артист Російської Федерації (1994).

## Життєпис
Закінчив Школу-студію МХАТу (1972). Працює у МХАТі ім. А.Чехова.

## Громадянська позиція
Фігурант бази даних центру «Миротворець» як особа, яка незаконно відвідувала окупований Росією Крим, свідомо порушуючи державний кордон України.

## Фільмографія
Знявся у фільмах і серіалах:
- "Я служу на кордоні" (1973, рядовий Дмитро Сєдих),
- " Крок назустріч" (1975, новелла "Весільний марш", наречений),
- «Довгі версти війни» (1975),
- «Ці неслухняні сини» (1976, Андрій Єрмаков),
- «Така вона, гра» (1976),
- «Мить удачі» (1977),
- «Подарунок чорного чаклуна» (1978),
- " День весілля доведеться уточнити" (1979, Сергій Шитов)
- «Слідство ведуть Знатоки. Справа № 14» (1979),
- «Задача з трьома невідомими» (1979),
- «Крізь терни до зірок» (1980, Едуард Колотун),
- «Гостя з майбутнього» (1984),
- «Випробувачі» (1987),
- «Кримінальний квартет» (1989),
- «... На прізвисько «Звір»» (1990, Алік),
- «Десять років без права листування» (1990, Михайло)
- «Мій найкращий друг — генерал Василь, син Йосипа» (1991),
- «Дім побачень» (1991, Сергій Грачов)
- «Королева Марго» (1997),
- «Хочу у в'язницю» (1998),
- «Марш Турецького» (2000),
- «Сищики» (2001)
- «Люди і тіні» (2001, 8 с),
- «Солдати» (2004, 32 с)

та інших.
Знявся в українських фільмах:
- «Випробувачі» (1987, реж. О. Бійма)
- «Шлях до пекла» (1988),
- «Авантюра» (1995).